# 2 A. M. in the Subway
2 AM in the Subway è un film commedia girato in unica ripresa di 53 secondi girata e probabilmente anche diretta da Billy Bitzer il 5 giugno 1905 presso lo studio dell'American Mutoscope and Biograph Company (AM&B) sulla 14th Street a New York City. 2 AM in the Subway è una caricatura della vita notturna di New York.

## Trama
Un poliziotto stanco e un controllore della metropolitana vengono visti aspettare al binario della metropolitana, a tarda notte. Il conducente apre le porte del treno a sinistra e ne esce un uomo chiaramente ubriaco, interpretato da Sidney Olcott, trasportato tra due donne in costume. Il poliziotto inizia ad interrogarli, ma vengono interrotti da un altro uomo con una bombetta che porta un grosso pacco e sale sul treno dopo aver salutato le due donne e l'ubriaco. Una delle donne, completamente disinteressata da quello che sta chiedendo il poliziotto, solleva la gonna in modo che l'uomo ubriaco possa allacciarle la scarpa. Questo fa adirare poliziotto, che li spinge tutti e tre sul treno; nel frattempo quelle che sembrano essere un paio di gambe nude sporgono dal finestrino di un vagone ferroviario e vengono rapidamente ritratte. Il poliziotto lo nota e obbliga tutti i passeggeri a scendere dal treno. Dopo un’accurata ispezione ad ognuno dei passeggeri il poliziotto scopre che l'uomo con la bombetta ha con sé un paio di gambe di un manichino.